# رفعت عباس‌اف
رفعت عباس‌اف (ترکی آذربایجانی: Rüfət Abbasov؛ زادهٔ ۱ ژانویهٔ ۲۰۰۵) بازیکن فوتبال اهل جمهوری آذربایجان است.